# 파 크라이 4
《파 크라이 4》(영어: Far Cry 4)는 유비소프트에서 개발 및 배급하는 게임이다.

## 개요
키라트 출신의 에이제이 게일은 자신의 유골을 락쉬마나에 뿌려 달라는 모친의 마지막 유언을 따라 키랏으로 오게 된다. 키라트는 게임에서 존재하는 네팔을 모티브로 한 가상에 국가로서 히말라야 산맥 주변에 있는 국가로 묘사된다. 또한, 키라트는 원래 키라트의 왕들이 통치하였는데, 내전으로 의하여 패이건 민이라는 독재자가 현재 키라트를 통치하는 것으로 나온다. 골든 패스는 독재자 패이건 민에 맞써 싸우는 반란군으로서, 에이제이에 부친인 모한 게일이 결성한 것으로 설정되어 있다. 플레이어는 에이제이로서 게임을 진행하는데, 이때 플레이어가 미션에서 만드는 결정에 따라 게임에 엔딩이 다르게 나온다.

## 줄거리
에이제이의 모친인 이쉬와리 게일이 죽고 난 다음, 에이제이 게일은 자신의 재를 락쉬마나에 뿌려달라는 모친의 유언을 이행하기 위해 자신의 고향인 키랏으로 오게된다. 그러나 버스를 타고 키랏으로 가는 도중 독재자 패이건 민과 그의 왕립 군대에 의해 납치되고, 패이건 민이 자신의 어머니와 관계가 있었다는 것을 알게 된다. 납치 된 후에는, 에이제이의 부친인 모한 게일이 형성한 골든 패스라는 반란군들과 대장인 세이벌의 도움으로 패이건 민에게서 도망쳐 나온다.
이쉬와리가 20년전에 모한 게일을 살해하고 아들 에이제이와 키랏을 떠난 이후로, 반란군은 정신적인 지주를 잃음으로서 오랫동안 주춤했다. 많은 전투에서 지고 큰 영토를 잃은 상태에서, 에이제이 게일은 골든패스에게 다시 도약할 수 있는 지주 역할을 하게 된다. 또한, 게임 상에 미션과 전투를 통해 에이제이가 잃어버린 영토, 기지 등을 다시 되찾으면서, 각 요새에 있는 패이건 민의 총독들을 공격할 계획을 짠다. 총독들은 총 세명이 존재하는 데, 폴 "드 플뢰르" 하몬은 아편 생산과 패이건의 고문실을 담당하고, 누르는 키랏 국민들을 상대로 한 아레나를 담당하며, 유마는 가장 신뢰받는 부관이다. 누르는 패이건의 독재로 가족을 잃고 이용당하고있으며, 유마는 샹그릴라의 미신과 비밀들에 관심을 두고 있다.
에이제이의 등장으로 잠시동안 골든패스는 연합되어가는것 같았지만, 골든패스의 두 대장인 아미타와 세이벌의 분쟁으로 인하여 여전히 많은 문제를 안고 있었다. 몇몇 미션은 플레이어가 에이제이로서 세이벌과 아미타의 제안중의 하나를 선택하게 된다.

## 평가
| 평가 |                                     |
| --- | ----------------------------------- |
| 통합 점수 통합사 점수 게임랭킹스 XONE: 86% [ 1 ] PS4: 84% [ 2 ] PC: 81% [ 3 ] 메타크리틱 PS4: 85/100 [ 4 ] XONE: 82/100 [ 5 ] PC: 80/100 [ 6 ] 평론 점수 평론사 점수 디스트럭토이드 9/10 [ 7 ] EGM 8/10 [ 8 ] 유로게이머 8/10 [ 9 ] 게임 인포머 8.75/10 [ 10 ] 게임 레볼루션 8/10 [ 11 ] 게임스레이더+ [ 12 ] 게임존 9.5/10 [ 13 ] IGN 8.5/10 [ 14 ] Joystiq [ 15 ] 폴리곤 9/10 [ 16 ] |                                     |
| 통합 점수 |                                     |
| 통합사 | 점수                                |
| 게임랭킹스 | XONE: 86% PS4: 84% PC: 81%          |
| 메타크리틱 | PS4: 85/100 XONE: 82/100 PC: 80/100 |
| 평론 점수 |                                     |
| 평론사 | 점수                                |
| 디스트럭토이드 | 9/10                                |
| EGM | 8/10                                |
| 유로게이머 | 8/10                                |
| 게임 인포머 | 8.75/10                             |
| 게임 레볼루션 | 8/10                                |
| 게임스레이더+ | [ 12 ]                              |
| 게임존 | 9.5/10                              |
| IGN | 8.5/10                              |
| Joystiq | [ 15 ]                              |
| 폴리곤 | 9/10                                |